# Свято постояльців
Свято постояльців (англ. Idle Roomers) — американська короткометражна кінокомедія Роско Арбакла 1931 року.

## У ролях
- Френк Моліно
- Альфред Моліно
- Лінтон Брент
- Джордж Девіс
- Ферн Емметт
- Вільям МакКолл
- Аль Томпсон